# Эдуард III (герцог Бара)
Эдуард III (фр. Édouard III de Bar; нем. Eduard III von Bar; июнь 1377 — 25 октября 1415, битва при Азенкуре) — герцог Бара и маркграф Понт-а-Муссона с 1411, четвёртый сын Роберта I, герцога Бара, и Марии де Валуа, дочери короля Франции Жана II Доброго.

## Биография
В 1399 году отец Эдуарда назначил его маркграфом Пон-а-Муссона. Старший брат Эдуарда, Генрих, умер в 1398 году, до своего отца. Его другой брат, Филипп, был в турецком плену после битвы при Никополе (1396) и был убит в Никополе, последние известия о нём относятся к 1404 году. Умер и ещё один его брат, Карл. Таким образом, Эдуард стал наследником герцогства Бар.
В 1401 году Роберт составил завещание в пользу своего третьего сына Эдуарда, предоставив ему узуфрукт в виде герцогства. С этим не согласился его внук, Роберт, сын Генриха де Марля, и в 1406 году состоялся процесс в парламенте Парижа, который завершился неудачно для него в 1409 году — Роберт де Марль получил компенсацию в 1413 году в виде титулов графа де Марль и (как наследник своей матери) графа де Суассон, но герцогства он так и не смог добиться. Его дядя Эдуард выиграл процесс в 1411 году и получил Бар в виде узуфрукта.
В 1405 году Эдуард получил приказ от короля Карла VI о защите Булони от английских войск. В конце 1406 года он участвовал в кампании в Гиени по приказу герцога Людовика I Орлеанского, но дизентерия уничтожила французскую армию. После убийства Людовика Орлеанского в 1407 году, Эдуард приблизился к герцогу Бургундии Иоанну Бесстрашному и принял сторону бургуньонов. 12 апреля 1411 года Эдуард стал преемником своего отца в герцогстве Бар.
25 октября 1415 года состоялась битва при Азенкуре. Эдуард находился в центре, во втором дивизионе, командиром которого был брат Иоанна Бесстрашного Филипп II, граф Невера. В распоряжении последнего было от 3000 до 6000 солдат и вооруженных слуг. Также в этом дивизионе находились герцог Алансона Жан I, граф Водемона Ферри I, граф де Руси Жан VI и другие знатные воины. Эдуард сражался в ближнем бою, но обстоятельства его гибели неизвестны. Возможно, он был убит вместе с другими пленными во второй половине дня по приказу короля Генриха V. Также в этой битве погибли племянник Эдуарда Роберт де Марль и его младший брат Жан, сеньор де Пюизе.
Эдуарду наследовал его младший брат Людовик, епископ Вердена, так как несмотря на большое количество внебрачных детей, он никогда не был женат и, следовательно, не имел законного потомства.

## Семья
Помолвлен в 1401 году: Бланка I Наваррская (1385 — 3 апреля 1441), принцесса Наварры.
Также Эдуард имел троих внебрачных детей:
От связи с Жанной Лебель, дочери Жерара Лебель, владельца магазина в Сен-Мийеле:
- Бонна, бастард де Бар (ум. ок. 1430); муж с ок. 1417: Жан де Сен-Луп (ум. до 6 апреля 1458), сеньор де Сен-Жульен

От связи с неизвестной:
- Анна (ум. ок. 1420)
- Генрих, бастард де Бар (ум. после 22 марта 1442), сеньор де Бурсо с 1436 года